# XV Universiade invernale
La XV Universiade invernale (1991年冬季ユニバーシアード) si è svolta dal 2 al 10 marzo 1991 a Sapporo, in Giappone.

## Medagliere
Paese ospitante 
| Pos.   | Paese            | Oro | Argento | Bronzo | Totale |
| ------ | ---------------- | --- | ------- | ------ | ------ |
| 1      | Giappone         | 11  | 9       | 10     | 30     |
| 2      | Corea del Sud    | 6   | 2       | 2      | 10     |
| 3      | Unione Sovietica | 5   | 7       | 5      | 17     |
| 4      | Corea del Nord   | 3   | 1       | 3      | 7      |
| 5      | Stati Uniti      | 2   | 7       | 3      | 12     |
| 6      | Cecoslovacchia   | 2   | 3       | 0      | 5      |
| 7      | Austria          | 2   | 2       | 2      | 6      |
| 8      | Cina             | 2   | 1       | 3      | 6      |
| 9      | Svizzera         | 2   | 1       | 1      | 4      |
| 10     | Germania         | 2   | 1       | 0      | 3      |
| 11     | Italia           | 1   | 2       | 2      | 5      |
| 12     | Canada           | 1   | 0       | 1      | 2      |
| 12     | Francia          | 1   | 0       | 1      | 2      |
| 14     | Regno Unito      | 0   | 2       | 1      | 3      |
| 15     | Jugoslavia       | 0   | 1       | 1      | 2      |
| 15     | Romania          | 0   | 1       | 1      | 2      |
| 17     | Polonia          | 0   | 0       | 2      | 2      |
| Totale | Totale           | 40  | 40      | 38     | 118    |